# Marcel Barrière
Pour les articles homonymes, voir Barrière.
Marcel Barrière,  né à Limoux le 3 novembre 1860 et mort le 18 février 1954 à Paris, est un romancier et essayiste français.

## Œuvres

### Romans
- Le Nouveau Don Juan, 1900, comprenant :
  - 1) L’Éducation d’un contemporain
  - 2) Le Roman de l’ambition
  - 3) Les Ruines de l’amour
- La Dernière Épopée, comprenant :
  - 1) Le Monde Noir, Roman sur l’avenir des sociétés humaines, 1909
  - 2) La Nouvelle Europe, Anté-histoire de la dernière guerre, 1911
- Saint-Ange d’A*, Histoire d’un amour élégiaque sous la Restauration (1824-1826), 1914
- Le Sang d’Asmodée, démon de la luxure, Roman de mœurs de la première époque du tango, 1924
- Les Nouvelles Liaisons dangereuses, Roman de mœurs modernes, 1925
- La Vierge et le Taureau, 1926
- Le Mauvais Eros, Chronique de mœurs du second Empire, illustré par Jane Berlandina, 1926
- Le Roman d'un royaliste, 1927

### Essais
- L’Œuvre de H. de Balzac : étude littéraire et philosophique sur la « Comédie humaine », 1890
- L’Art des passions, Essai sur le donjuanisme contemporain, 1904
- La Plastique féminine, illustré par Gustave Brisgand, 1929
- Le Carnaval de Limoux, 1930
- Essai sur l’art du roman, 1931
- Les Princes d’Orléans, 1933
- Guillaume II et son temps, 1934
- La Vie secrète de Madame Jules Baudley, 1948